# Alvin and the Chipmunks (serie)
Alvin and the Chipmunks is een Amerikaans-Frans-Brits animatieserie geproduceerd door Bagdasarian Productions en Technicolor Animation Productions, met medewerking van de Franse zender M6. De serie gaat over Alvin and the Chipmunks en The Chipettes en werd in 2010 aangekondigd.
De animatie en de helft van de storyboards worden verzorgd door Technicolor Productions, terwijl Bagdasarian Productions verantwoordelijk is voor de spraakopname en muziekproductie. De serie wordt voornamelijk gedistribueerd door PGS Entertainment. De première was op 30 maart 2015 op de M6 in Frankrijk.

## Verhaal
De serie volgt Dave Seville, een alleenstaande vader die drie zingende Chipmunks (Alvin, Simon en Theodore) grootbrengt als zijn adoptiezonen. De serie speelt zich af in moderne tijden en bespreekt onderwerpen als het technologiegebruik van Dave en ouders die kinderen in verlegenheid brengen.

## Stemacteurs
| Stemacteur/-actrice  | Personage         | Opmerkingen |
| -------------------- | ----------------- | ----------- |
| Justin Long          | Alvin Seville     |             |
| Matthew Gray Gubler  | Simon Seville     |             |
| Jesse McCartney      | Theodore Seville  |             |
| Christina Applegate  | Brittany Miller   |             |
| Anna Faris           | Jeanette Miller   |             |
| Ross Bagdasarian Jr. | Dave Seville      |             |
| Janice Karman        | Kevin             |             |
| Janice Karman        | Bernese Smith     |             |
| Janice Karman        | Mevrouw Croner    |             |
| Janice Karman        | Mevrouw Miller    |             |
| Vanessa Bagdasarian  | Eleanor Miller    |             |
| Vanessa Bagdasarian  | Lucy              |             |
| Vanessa Bagdasarian  | Kate              |             |
| Michael Bagdasarian  | Mr. Meadows       |             |
| Jean Ellie           | Biggie Large      |             |
| Brian Chambers       | Derek Smalls      |             |
| Brian Chambers       | Agent Dangus      |             |
| Edwina Jones         | Principal Meadows |             |
| Elizabeth Gomez      | Julie             |             |